# Aérodrome d'Aratika-Perles
L'aérodrome d'Aratika-Perles (code OACI : NTGR) est l'un des deux aérodromes desservant l'atoll d'Aratika en Polynésie française dans l'archipel des Tuamotu. C'est un aérodrome privé alors que l'autre piste, l'aérodrome d'Aratika Nord fait partie du domaine public.

## Situation
| Nengo-Nengo Marutea-Sud Nukutepipi Ahe Anaa Apataki Arutua Hiva Oa Bora-Bora Tahiti-Fa'a'ā Faaite Fakarava Fangatau Hao Fakahina Hikueru Huahine Kaukura Katiu Kauehi Makemo Manihi Mataiva Maupiti Moorea Napuka Niau Nuku Hiva Nukutavake Puka-Puka Pukarua Raiatea Raivavae Rangiroa Raroia Reao Rimatara Rurutu Takapoto Takaroa Takume Tatakoto Tikehau Totegegie Tubuai Tureia Ua Huka Ua Pou Vahitahi |